# Norse Energy
A Norse Energy é uma empresa de origem norueguesa, com grande experiência no setor petrolífero e já investiu mais de US$ 170.000.000,00 nos três estados em que mantém operações no Brasil: Paraná, Santa Catarina e Bahia.
A empresa está focada em aproveitar as oportunidades relacionadas à exploração e produção de petróleo, além de outras oportunidades de negócios, atuando também nos Estados Unidos.
A Norse Energy entrou com pedido de análise de oferta pública de ações na CVM (Comissão de Valores Mobiliários),.